# (316084) Mykolapokropyvny
(316084) Mykolapokropyvny est un astéroïde de la ceinture principale.

## Description
(316084) Mykolapokropyvny est un astéroïde de la ceinture principale. Il fut découvert le 26 mai 2009 à Androuchivka par l'observatoire astronomique d'Androuchivka. Il présente une orbite caractérisée par un demi-grand axe de 2,64 UA, une excentricité de 0,24 et une inclinaison de 15,7° par rapport à l'écliptique.

## Compléments